# Утамыш
Утамыш (кум. Оьтемиш) — село в Каякентском районе, Дагестана. В прошлом один из крупных городов своего времени. Столица кумыкского Утамышского Султаната.
Образует сельское поселение село Утамыш как единственный населённый пункт в его составе. После создания СССР до находился в 1932 в составе Дербентского района,в 1935 — находился в состав Коркмаскалинском районе.

## География
Расположено в 31 км к западу от села Новокаякент на р. Инчхеозень, на выс. 320 м.

## Этимология
Отемиш (Оьтемиш) — одно из древнейших кумыкских поселений, расположенное на территории современного Каякентского района Дагестана, бывший центр Отемишского султаната. Этимологические корни названия уходят в глубь веков, находясь на стыке огузских и кипчакских языковых пластов. Возможно, оно восходит к древнетюркскому "Отюкен" — сакральной "земле обетованной", олицетворявшей идеал гармонии и благоденствия в тюркской мифологии. В лингвистическом контексте, это слово несёт в себе оттенки древних верований, отражая представления о священной земле, где сосуществуют мир и изобилие. Связь с "Отюкен" находит своё отражение в кумыкских обрядах и фольклорных текстах, наполненных архаичными элементами. Подобные топонимы, словно древние лингвистические маркеры, разбросаны по всей Евразии, подчеркивая культурное и языковое единство тюркского мира.

## Население
| 1895  | 1926  | 1939  | 1959  | 1970  | 1989  | 2002  |
| ----- | ----- | ----- | ----- | ----- | ----- | ----- |
| 2485  | ↘2015 | ↘1797 | ↘1605 | ↗1933 | ↘1872 | ↗3469 |
| 2010  | 2012  | 2013  | 2014  | 2015  | 2016  | 2017  |
| ↗3634 | ↘3475 | ↘3279 | ↘3188 | ↘3130 | ↘3128 | ↘3104 |
| 2018  | 2019  | 2020  | 2021  | 2023  | 2024  | 2025  |
| ↘3099 | ↘3095 | ↗3113 | ↘3027 | ↘2988 | ↘2945 | ↘2885 |

Национальный состав
По данным Всероссийской переписи населения 2021 года:
| №        | Национальность | Численность, чел. | Доля    |
| -------- | -------------- | ----------------- | ------- |
| 1        | кумыки         | 2 624             | 86,68 % |
| 1.000001 | не указавшие   | 387               | 12,7 %  |
| 1.000002 | прочие         | 16                | 0,52 %  |
| 1.000003 | всего          | 3 027             | 100 %   |

## История
Вокруг селения расположено множество древнейших археологических объектов, в том числе относящихся к Каякентско-Харачоевской культуре, в связи с чем было отпраздновано 5-тысячелетие села. Центр Утамышского султаната (в XVII-XVIII вв.). Согласно преданиям предки утамышцев – выходцы из разрушенных арабами городов Таргу-шахар и Уллу-Хамри. В Утамыше находится зиярат 17 шейхов. В XVI –  начале XIX в. Утамыш являлся политическим центром Утамышского (Гамринского) владения (в русских документах оно не совсем правильно именуется султанством), находившегося попеременно под сюзеренитетом Тарковского шамхальства (до 1725 г.) и Кайтагского уцмийства (с 1725 г. вплоть до 18.. ). В 1722 г. утамышский владетель Солтан-Махмуд вступил в вооружённое противостояние с превосходящими силами Петра I. Итогом этого противостояние явилось двукратное разрушение Утамыша царскими войсками летом и осенью того года.
Якоб Брюс рассказывает о состоявшемся допросе военнопленных-кумыков (утамышцев), которым руководил генерал-адмирал Апраксин:

«Адмирал спросил мусульманского священника, как смели они атаковать такую многочисленную армию, которая превосходила все силы, которые они могут представить, и всю помощь, которую они могут ожидать от всех своих соседей? После этого священник ответил, что они совершенно не боятся противника, что они так поступили, чтобы отомстить за действия русских войск при Эндирее, против их друзей и союзников. А главное, что они считаются свободной нацией и никогда на свете не будут подчиняться кому бы то ни было»
Уроженцами села являются: полководец и политический деятель первой половины XVIII в. Солтан-Махмуд, революционер Амирхан Гамиринский,  кавалер трёх орденов Боевой Славы  Кадырбек Шихшабеков, поэт Абдулкерим Залимханов, политолог А.А. Саидов, хореограф А. Гамринский; религиозные деятели: Гаджигиши ад-Дагыстани, Юсуп-шейх, Гаджи-Абдулла ад-Дагыстани, Гази-Мухаммад ад-Дагыстани (Второй), Ильяс ад-Дагыстани, Баба ад-Дагыстани, Сайид-Бабат ад-Дагыстани, Баба ад-Дагыстани (Второй), Шейх Абдуразах ад-Дагыстани, арабист и богослов Муртузали Отемишский и др. Потомками мухаджиров – переселенцев из Утамыша являются сирийский  кинорежиссёр Мухаммед Бадерхан, арабист Фасих Бадерхан, известный арабский журналист  Хайсам Бадерхан
Центр сельсовета с 1921 года.